# Resseliella hudsoni
Resseliella hudsoni är en tvåvingeart som först beskrevs av Ephraim Porter Felt 1907.  Resseliella hudsoni ingår i släktet Resseliella och familjen gallmyggor.
Artens utbredningsområde är New York. Inga underarter finns listade i Catalogue of Life.